# Sedum bracteatum
Sedum bracteatum är en fetbladsväxtart som beskrevs av Domenico Viviani. Sedum bracteatum ingår i Fetknoppssläktet som ingår i familjen fetbladsväxter. Inga underarter finns listade i Catalogue of Life.